# Piotr Nilus
Piotr Alexándrovich Nilus (en ucraniano: Нілус Петро Олександрович); ( 21 de febrero de 1869 (Calendario no revisado:8 de febrero) Podolia, Ucrania, Imperio ruso - 23 de mayo de 1943 París, Francia) fue un pintor y escritor impresionista Ucraniano.
Piotr nació en la Gubérniya de Podolsk dentro de la actual Ucrania dentro de una familia de ascendencia suiza. Con 7 años se trasladó a Odesa donde estudió en el Colegio Petropávlovskoye y después en la Escuela de Pintura, donde recibió clases de arte de K. Kostandi. Posteriormente recibió clases en la Academia Imperial de Artes en San Petersburgo y participó en exposiciones de Peredvízhniki.
En 1920 emigró a París donde trabajó hasta su muerte en 1943. Piotr Nilus fue colega de
Aleksandr Kuprin e Iván Bunin. Durante sus primeros años en París ellos vivieron juntos en la misma casa. Bunin y Nilus mantuvieron una larga correspondencia, de las cuales se han publicado más de 100 cartas que envió P.Nilus a Bunin
Piotr Nilus en ocasiones es confundido con su pariente, conocido antisemita y autor de Los protocolos de los sabios de Sion, Sergei Nilus. En realidad Piotr no fue antisemita y en 1906, junto con Korney Chukovsky participó activamente en tratar de ayudar a los niños judíos, víctimas del pogromo brutal de Odesa.

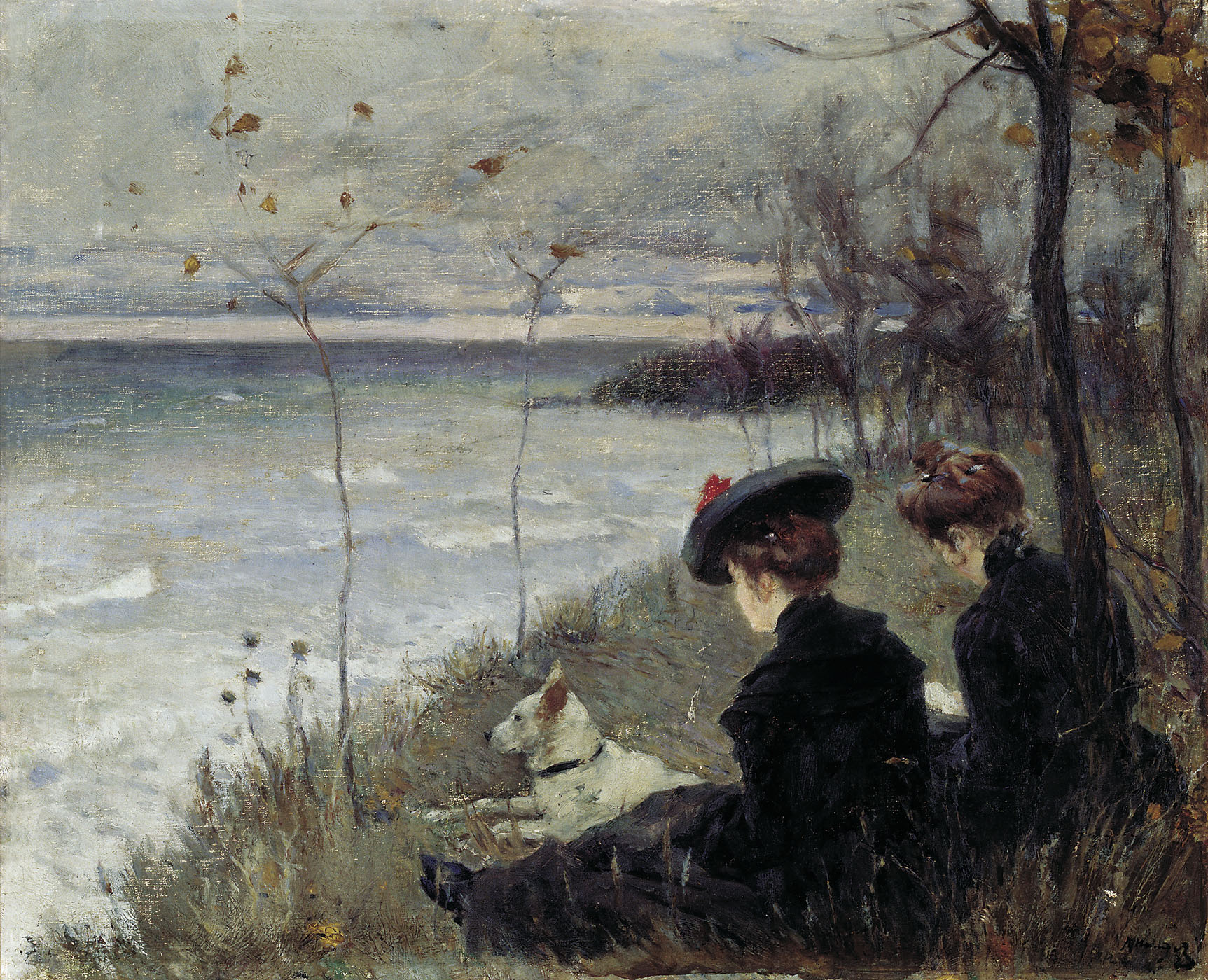
Otoño. 1893
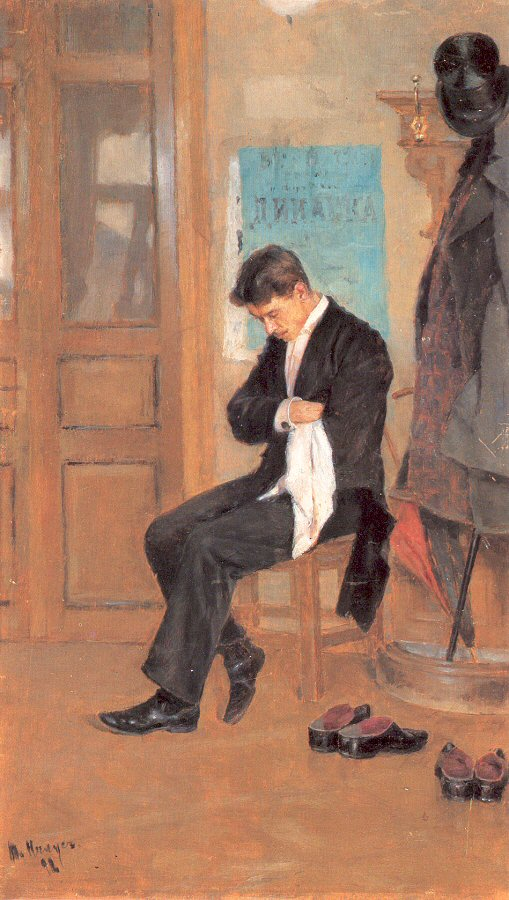
Sirviente (Amanecer)
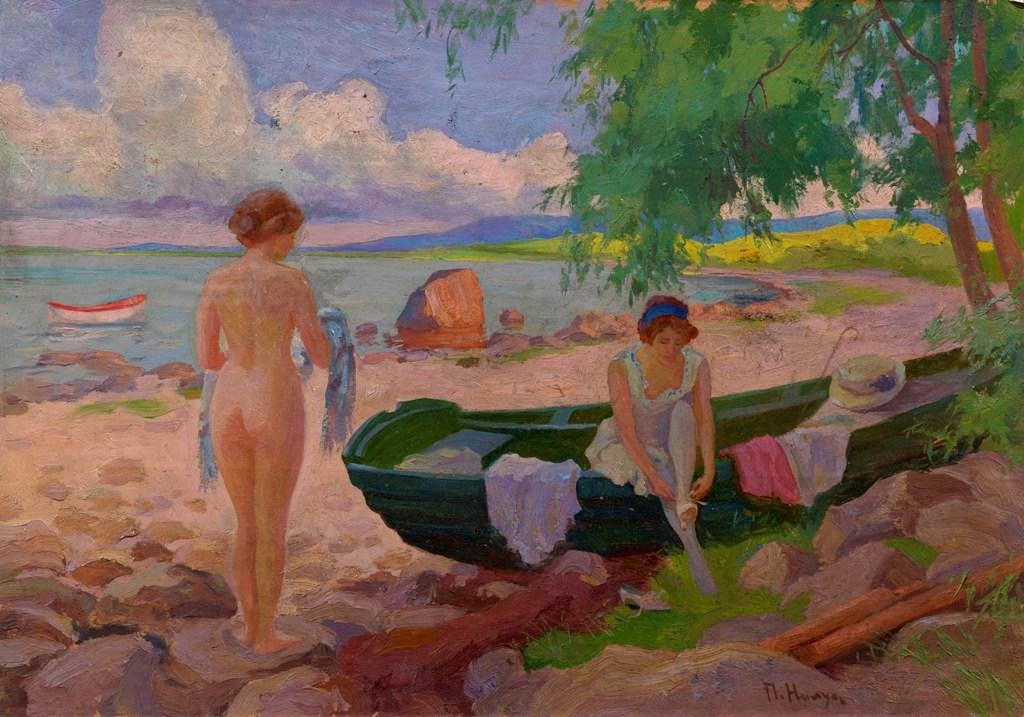
En la playa
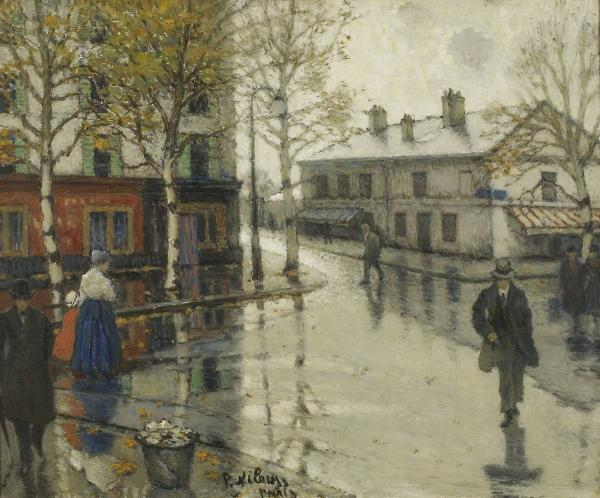
Después la lluvia
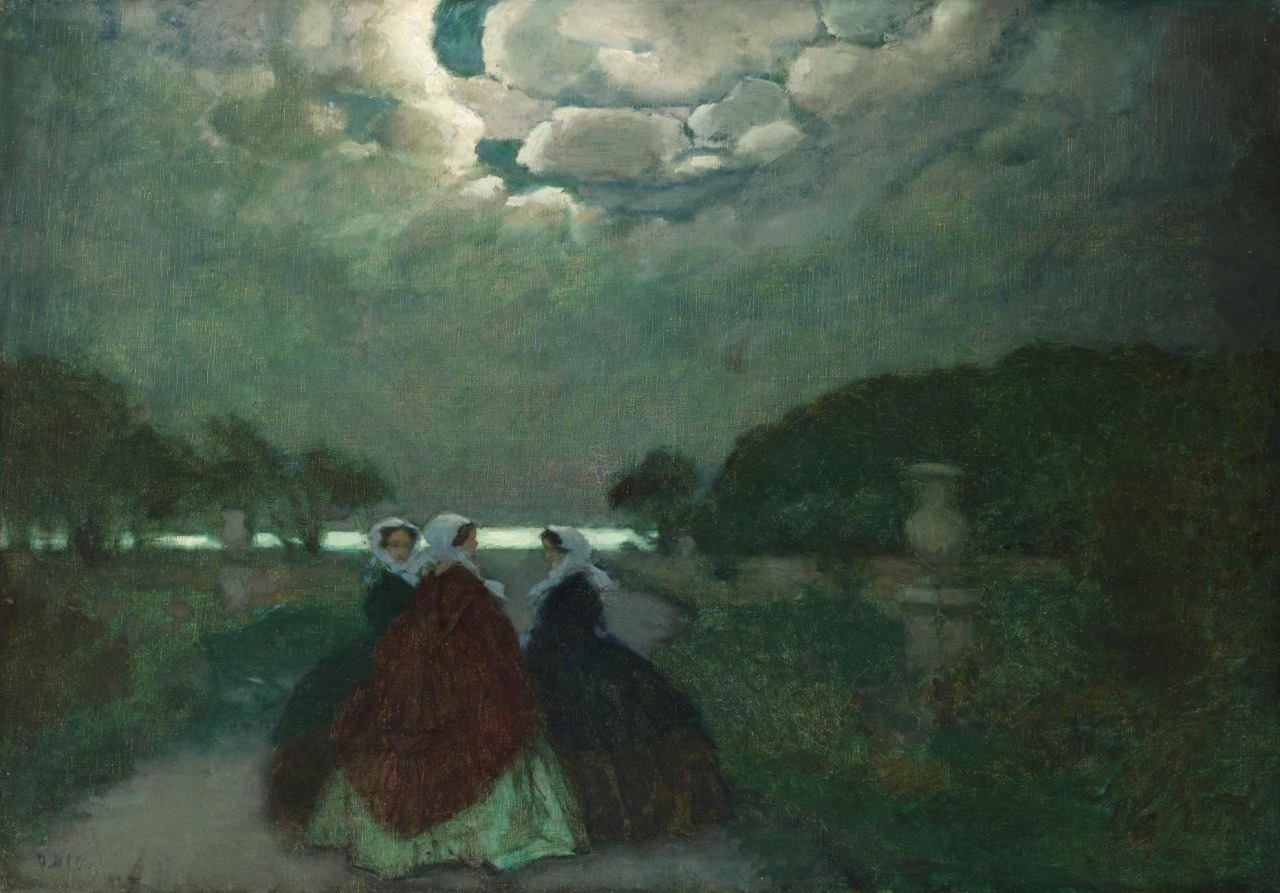
Tres mujeres en el parque